# Силади и Хадмажи
«Силади и Хадмажи: песнь о двух угорских дворянах и дочери турецкого султана» (словац. Píseň o dvúch uherských pánoch a tureckého cisára dcére; Mihál Siládi a Václav Hadmáži) — рыцарский роман XVI века, существующий в словацкой (1560), венгерской и сербской версиях. Авторство приписывается Анониму из Сендрё, который, возможно, был игрицем.
«Силади и Хадмажи» был включён в сборник исторических песен Turolúcky kancionál, записанных в XVII веке на западнословацком культурном интердиалекте, представляющем собой сочетание чешского литературного языка с элементами западнословацкого диалекта.

## Сюжет
Два венгерских (угорских) дворянина Михай Силади и Ласло Хадмажи схвачены турками и посажены в константинопольскую тюрьму. Очарованная пением Силади, дочь султана влюбляется в него и освобождает обоих дворян. Одержав победу над гонящимися за ними турками, пока принцесса следит из кустов, дворяне добираются домой невредимыми. Хадмажи вызывает Силади на дуэль за принцессу, в ходе которой Силади отрезает Хадмажи руку — это заслуженное наказании, потому что он уже женат.

## Реальность
Считается, что имена в поэме выбраны неслучайно: как выяснил венгерский исследователь XIX века Йожеф Тури, Михай Силадьи на самом деле был влиятельным венгерским бароном и дядей венгерского короля Матьяша I (1443—1490), а Ласло Хадьмаши — одним из первых лиц венгерского комитата Темеш. Оба были хорошими друзьями, и их владения располагались рядом. Турецкая принцесса также владела землями неподалёку. Михай был действительно схвачен турками, но освобождён после выплаты выкупа.